# Lethedon ciliaris
Lethedon ciliaris är en tibastväxtart som först beskrevs av Henri Ernest Baillon, och fick sitt nu gällande namn av André Joseph Guillaume Henri Kostermans. Lethedon ciliaris ingår i släktet Lethedon och familjen tibastväxter. Inga underarter finns listade i Catalogue of Life.